# Bloody Well Right
Singles de Supertramp
Dreamer
(1974) Lady
(1975)
Bloody Well Right est une chanson du groupe de rock progressif Supertramp, paru sur l'album Crime of the Century, puis en single en 1974.

## Vue d'ensemble
À l'origine, Bloody Well Right était la face B du single Dreamer, également extrait de Crime of the Century, mais aux États-Unis, les auditeurs l'ont préféré à Dreamer et permet à Bloody Well Right d'être le titre qui a permis au groupe de percer dans ce pays, atteignant la 35e position du Billboard Hot 100, tout en étant reparu en single, cette fois-ci en face A, reléguant Dreamer en face B.

## Contenu des paroles
Davies a consciemment lié la chanson à School, titre d'ouverture de l'album, avec la ligne de texte « So you think your schooling is phoney », contribuant à perpétuer la fausse impression que Crime of the Century est un concept-album.

## Structure
La structure du morceau peut être retranscrite de cette manière :

Introduction de 0:00 à 1:36 (solo de Wurlitzer de 0:00 à 0:55 et solo de Guitare de 0:55 à 1:36) | couplet de 1:36 à 2:02 | refrain de 2:02 à 2:33 | interlude de 2:33 à 2:46 | couplet de 2:46 à 3:11 | refrain de 3:11 à 3:37 | outro de 3:37 à 4:26 (solo de saxophone ténor)

## Classement
| Classement (1975)              | Meilleure position |
| ------------------------------ | ------------------ |
| États-Unis (Billboard Hot 100) | 35                 |

## Musiciens
- Rick Davies : chant principal, chœurs, piano électrique Wurlitzer, piano acoustique
- Roger Hodgson : chœurs, guitare électrique, guitare acoustique
- John Helliwell : saxophone soprano, saxophone alto, saxophone ténor, saxophone baryton, chœurs
- Dougie Thomson : basse, chœurs
- Bob Siebenberg : batterie
- Inconnu : claquements de mains